# خولیو رودریگز (بازیکن فوتبال، زاده ۱۹۹۵)
خولیو رودریگز (انگلیسی: Julio Rodríguez؛ زادهٔ ۷ دسامبر ۱۹۹۵) بازیکن فوتبال اهل اسپانیا است.
از باشگاه‌هایی که در آن بازی کرده‌است می‌توان به باشگاه فوتبال اسپورتینگ خیخون اشاره کرد.
وی همچنین در تیم‌های ملی فوتبال زیر ۱۸ سال اسپانیا و زیر ۱۹ سال اسپانیا بازی کرده‌است.